# Camí de llum
Camí de llum és una novel·la de Miquel de Palol publicada el 1909. Porta per subtítol Narracions d'un crepuscle i els erudits l'han situat en la narrativa modernista i, per tant, simbolista. Va ser premiada al concurs de El Poble Català del 1908.
Mostra la unió morbosa que ressegueix la degradació que relaciona sexe, passió i mort de Maria, una adolescent tuberculosa. La seva mare, Emma, també va ser víctima de la malaltia. El pare, Carles, intenta evitar que la història es repeteixi sense aconseguir-ho portant a Maria de Barcelona a la muntanya, a la costa i en una illa. La noia viu enyorada i desitjosa del món adult, les festes i l'amor. La solitud dels personatges els empeny a sondejar els límits de l'experiència física i moral i la confusió entre els sentiments i la imaginació.